# محمد بن عبد الجليل البلكرامي
محمد بن عبد الجليل البلكرامي (1101 هـ - 1188 هـ / 1690 م - 1774 م) هو أديب وشاعر من الهند، وُلد في بلدة بلكرام الهندية.

## أعماله
- الجزء الأشرف من المستطرف (اختصار لكتاب المستطرف في كل فن مستظرف).
- تبصرة الناظرين (كتاب تاريخ بالفارسية).